# ボールド (洗剤)

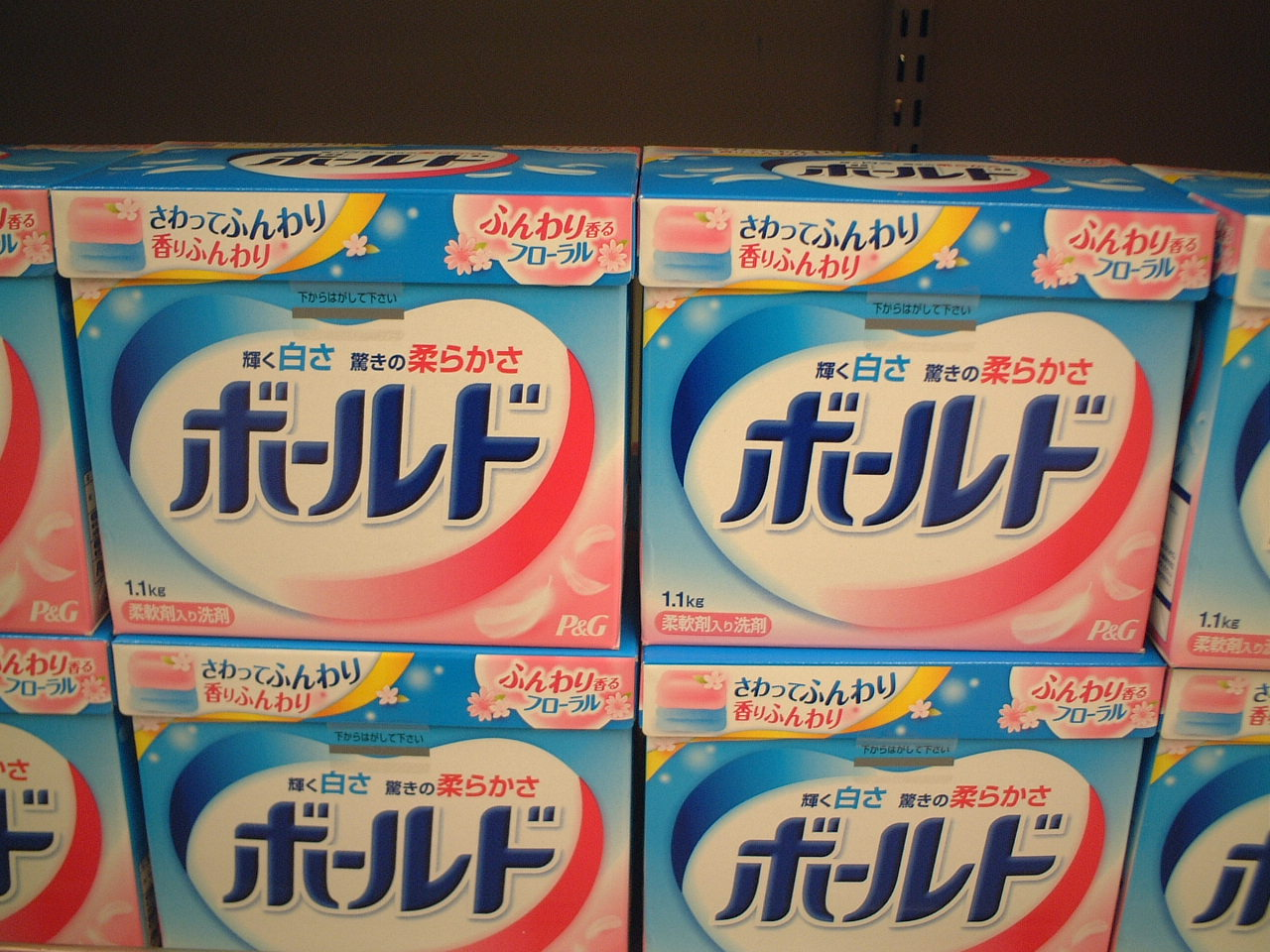
ボールド
写真は2007年8月 - 2008年9月に発売された現行の3代前の仕様

ボールド (Bold) は、アメリカ合衆国の企業で世界最大の一般消費財メーカーであるプロクター・アンド・ギャンブル (P&G) が欧州および日本（アメリカではすでに終売）で発売している柔軟剤入り合成洗剤である。また、日本国内におけるおしゃれ着用洗剤のブランドでもある。

## 商品概要・歴史

### 発売開始 - 2007年
日本では2002年8月に粉末洗剤が発売された。当時としては異例な柔軟剤入りの洗剤だったので話題を呼んだ。2005年に液体洗剤の「ボールド フレッシュジェル」も発売された。また、不定期に数量限定品が発売されている。
CMでは主に、洗濯後の衣類の柔らかさや匂い（香り）を宣伝するような内容が流される。女性が登場しない洗剤のCMとしても話題となっていたが、2009年7月からは発売以来初めて共演者に女性を起用した。
本品は泡立ちが良いため、使用量は他の洗剤よりも少なめ（8割程度）になっている。三洋電機では取扱説明書で具体的に本品を明記し、その旨を表記している。

### 2008年以降
- 2008年
  - 9月、粉末洗剤の「ボールド」が柔軟性能を向上すると共に、ピンクを基調としたパッケージに大きくリニューアルされた。また、内容量も変更された[注釈 1]。パッケージの内側には、3種類（ハート・星・花）のピンクのデザインをあしらった他、裏パッケージにはおしゃれな生活シーンになじむような輸入雑貨のように遊び心のあるデザインを施してあった。
  - 10月、液体洗剤もリニューアルされ、製品名が「ボールド 香り長続きジェル」となる。
- 2009年
  - 7月、パステルブルーを基調にしたパッケージデザインに変更し、粉末タイプは香りの配合を再調整した。
- 2011年
  - 3月、「香りのマジックビーズ」を新たに配合。衣類に触れたりこすったりする度にビーズがはじけて、洗いたての香りが着る時まで長続きするように改良された。また、商品名を粉末タイプは「ボールド はじけて香る粉末」に、液体タイプは「ボールド はじけて香るジェル」にそれぞれ改名し、内容量も変更となった[注釈 2]。
  - 9月、ボールドブランド初となるウール・おしゃれ着用中性液体洗剤「ボールド 香りのおしゃれ着洗剤」を発売。P&Gは「ルミネス（弱アルカリ性の粉末タイプ）」の終売以来、おしゃれ着用洗剤の取扱がなかったが、P&Gのウール・おしゃれ着用洗剤の新製品の発売は2006年4月発売の「ルミネス」以来5年5か月ぶりのことで、液体タイプとしては「モノゲン」シリーズの最終製品であった「モノゲン ドライ&ウール」以来の製品となる。
- 2012年
  - 2月、ホームセンターなどの一部店舗やオンラインストア向けに「はじけて香るジェル つめかえ用」に通常の2倍量（1.62kg）のキャップが付いた超特大サイズを追加。
  - 3月、「アリエールレボ イオンジェルコート」に続く超濃縮型液体洗剤「ボールド コンパクト」を発売。香りは柔軟剤「ダウニー エイプリルフレッシュの香り」と同じ香料を使用し、日本人の嗜好に合わせ、香りの強さをほのかに香るレベルに調整している。濃縮タイプのため、「はじけて香るジェル」と同じ回数使用でき、すすぎ1回で済ませることができる。
  - 9月、「はじけて香る粉末」と「はじけて香るジェル」を改良。洗濯中や干しているときはソープの香りだが、衣類に触れたときに香りが変化し、衣類を畳む時や着るときはフローラルの香りとなった。
- 2013年
  - 9月、粉末洗剤、非濃縮液体洗剤、おしゃれ着用洗剤が全面刷新され、粉末洗剤・非濃縮液体洗剤は「ボールド 香りのサプリイン粉末」、「ボールド 香りのサプリインジェル」に改名。香り成分を凝縮した「香りのサプリ」を新たに配合。また、「香りのサプリインジェル」は液色をスカイブルーからピンクに変更。内容量も変更となった[注釈 3]。「香りのおしゃれ着洗剤」は香調を「やわらかフローラル」から「わくわくベリー&フラワー」に変更した[1]。
  - 10月、超濃縮型液体洗剤の新たな製品として「濃蜜コンパクト」を発売[2]。洗濯用洗剤では珍しく、黒と金を基調としたボトルデザインとなっている。
- 2014年
  - 4月、独自の水溶性フィルムでジェル状洗剤を密封したジェルボール型洗剤「ボールド ぷにぷにっとジェルボール エレガントブロッサム&ピオニーの香り」を発表[3]。同時期より一部のオンラインストアで先行発売（「アリエール パワージェルボール」との同時発売）されていたが、同年7月からは店頭での販売が開始された。
- 2015年
  - 4月、ジェルボール型洗剤「ボールド ぷにぷにっとジェルボール」にオレンジ色の新香調「スプラッシュサンシャインの香り」を発売。本品には通常品の2倍量（36個）とした「つめかえ用超特大サイズ」が設定されている。一部オンラインストアで先行発売されたあと、同年6月より店頭での発売を開始した[4]。併せて、「エレガントブロッサム&ピオニーの香り」は内容量を2個減容（20個（500g） → 18個（437g））するリニューアルを行い、「スプラッシュサンシャインの香り」同様に36個（874g）入りの「つめかえ用超特大サイズ」を新たに発売した。
  - 9月、非濃縮液体洗剤「ボールド 香りのサプリインジェル」をリニューアル。気温と湿度によって香りが変化する技術を採用し、晴で気温が高い時は「香りのサプリ」が弾けて「サンシャインフローラルの香り」が、雨で湿度が高い時には繊維の奥から異なる香り成分が上昇して「ピュアソープの香り」が流れ出すようになっている。なお、リニューアルに伴い、つめかえ用の内容量が変更となった（通常サイズ：750g→715g、特大サイズ：1.5kg→1.26kg）。
- 2016年
  - 2月、非濃縮液体洗剤「ボールド 香りのサプリインジェル」に新香調「プラチナフローラル&サボンの香り」を発売。
  - 10月、粉末洗剤・非濃縮液体洗剤・ジェルボール型洗剤をリニューアル。粉末洗剤と非濃縮液体洗剤は「ディープクレンジング処方」を採用し、「プラチナクリーン」シリーズに製品名を変更。ジェルボール型洗剤はニオイを中和反応によって無臭化する成分、「プラチナフレグランスカプセル」、高濃度キレート剤HEDP分子を配合し、「ジェルボール Wプラチナ」に製品名を変更した。なお、「ジェルボール Wプラチナ」は個数の変更は無いものの内容量が変更となり、つめかえ用には48個入りの「超ジャンボサイズ」を新たに設定した。
- 2017年
  - 9月、ジェルボール型洗剤をリニューアル。水溶性を高めた特殊フィルム「ミクソロジーフィルム」の採用により、異なる洗浄成分を別々に閉じ込めた3層立体構造となり、「ジェルボール3D」に改名。つめかえ用の超特大サイズと超ジャンボサイズは個数を変更（超特大サイズ:36個→34個、超ジャンボサイズ:48個→44個）し、52個入りの「ウルトラジャンボサイズ」を新設した。
- 2018年
  - 1月、非濃縮液体洗剤をリニューアル。柔軟剤「レノア本格消臭」に用いられている「無臭化成分」と「香りブースト成分」が配合されたほか、ボトル形状を2017年10月にリニューアルされた「アリエール イオンパワージェル」と同形状に統一、製品名が「ボールド ジェル」に改名された。
  - 8月、ジェルボール型洗剤をリニューアル。「ふんわりハリアップ成分」が配合されたほか、「癒しのプレミアムブロッサムの香り」には一部の「レノアハピネス」の成分が、「爽やかプレミアムクリーンの香り」には一部の「レノア本格消臭」の成分もそれぞれ配合された。
  - 10月、非濃縮液体洗剤をリニューアル。ジェルボール型洗剤同様、「アロマティックフローラル&サボンの香り」には一部の「レノアハピネス」の成分が、「アクアピュアクリーンの香り」には一部の「レノア本格消臭」の成分がそれぞれ配合され、「アクアピュアクリーンの香り」は香りも改良されて「フレッシュピュアクリーンの香り」に改名された。
- 2019年
  - 4月、粉末洗剤を蛍光剤・漂白剤・着色料・酵素無添加とした「ピュアクリーンボタニアの香り」としてリニューアル。内容量は850g入りは「お試し容量」として600gに減容、ラージサイズは1.5kgから1.7kgに増量されたほか、環境保護（プラスチック量削減）の観点から計量スプーンが付属されなくなった[5][注釈 4]。
  - 10月、ジェルボール型洗剤「ジェルボール3D」に94個入(1.8kg)のつめかえ用テラジャンボサイズを追加発売（癒しのプレミアムブロッサムの香りのみ、主にECサイトを中心に発売）。
- 2020年
  - 2月、非濃縮液体洗剤「ジェル」をリニューアル。9年ぶりの全面刷新となり、既存の「アロマティックフローラル&サボンの香り（フローラル系・ピンクのボトル）」、「フレッシュピュアクリーンの香り（フレッシュ系・ブルーのボトル）」に加え、ホワイトのボトルのナチュラル系「グリーンガーデン&ミュゲの香り[注釈 5]」を追加し、3種類となる。併せて、「ボールド」で初の「香りづけビーズ」も数量限定で同時発売された[6]。
  - 3月 - ジェルボール型洗剤「ジェルボール3D」をリニューアル。ジェルボール専用処方の「汚れ分解ブースター成分」を配合。また、本体・つめかえ用・つめかえ用超特大・つめかえ用テラジャンボは個数が減容（本体:18個(347g)→17個(326g)、つめかえ用:18個(347g)→16個(307g)、つめかえ用超特大:34個(656g)→32個(614g)、つめかえ用テラジャンボ:94個(1.8kg)→90個(1.72kg)）となった一方、つめかえ用ジャンボ（「つめかえ用超ジャンボ」から改名）とつめかえ用ウルトラジャンボ（一部店舗・ECサイト限定だったが、リニューアルを機にレギュラー化）は個数が増量（つめかえ用ジャンボ:44個(849g)→46個(883g)、つめかえ用ウルトラジャンボ:52個(1.0kg)→63個(1.2kg)）された。また、非濃縮液体洗剤に続き、「ジェルボール3D」にも「グリーンガーデン&ミュゲの香り[注釈 6]」が追加され、3種類となった[7]。
- 2021年
  - 2月、非濃縮液体洗剤「ジェル」とジェルボール型洗剤「ジェルボール3D」をリニューアル。「ジェル」は抗菌効果をプラス。また、内容量が3種類すべてで一本化され、本体は「グリーンガーデン&ミュゲの香り」が「アロマティックフローラル&サボンの香り」・「フレッシュピュアクリーンの香り」と同容量の850gに増量、つめかえ用は「アロマティックフローラル&サボンの香り」・「フレッシュピュアクリーンの香り」が「グリーンガーデン&ミュゲの香り」と同容量の600gに減容。つめかえ用超特大とつめかえ用超ジャンボはそれぞれ減容となり、つめかえ用超特大は1.05kgに、つめかえ用超ジャンボは1.49kgとなった。「ジェルボール3D」はパッケージデザインを「ジェル」と同一のデザインに変更した程度となり、内容量は従来から据え置きとなる[8]。
- 2022年
  - 2月、ジェルボール型洗剤をリニューアル[9]。従来の3層立体構造から4層構造となり、新ブースター成分を配合。消臭効果の向上や香りの持続化を行い、「ジェルボール4D」へ改名。本体は17個(326g)から12個(227g)に減容するととともに、初代の「ボールド ぷにぷにっとジェルボール」から不変だった容器形状が刷新され、コンパクト化されたボックス形状へ変更。つめかえ用は通常サイズが廃止され、超特大は32個(614g)から22個(416g)に、超ジャンボは46個(843g)から31個(586g)に、ウルトラジャンボは63個(1.15kg)から56個(1.05kg)にそれぞれ減容され、ウルトラジャンボはECサイト専売サイズへ移行。主にECサイトで発売されていたテラジャンボは90個(1.64kg)から76個(1.43kg)に減容し、メガジャンボに改名してレギュラー製品化。また、超ジャンボと超ウルトラジャンボとの中間サイズとなる39個(737g)入りのハイパージャンボや、ECサイト向けに86個(1.62kg)入りの超メガジャンボが設定された。香りは「癒しのプレミアムブロッサムの香り」と「爽やかフレッシュフラワーサボンの香り（爽やかプレミアムクリーンの香りから改名）」の2種類に集約された。
  - 10月、ジェルボール型洗剤「ジェルボール4D」に「ラベンダー&フローラルガーデンの香り」を追加（個数は既存の香りよりも少なくなる）。併せて、既存の「癒しのプレミアムブロッサムの香り」と「爽やかフレッシュフラワーサボンの香り」はパッケージ変更（自然切替）が行われ[10]、非濃縮液体洗剤の「ジェル」はリニューアルされ、既存のラインナップを「アロマティックフローラル&サボンの香り」と「フレッシュフラワーサボンの香り（フレッシュピュアクリーンの香りから改名）」の2種類に集約。内容量は増量（2.1kg→2.46kg）されたつめかえ用メガジャンボ以外は減容（本体:850g→750g、つめかえ用:600g→475g、つめかえ用超特大:1.05kg→945g、つめかえ用超ジャンボ:1.49kg→1.29kg、つめかえ用ウルトラジャンボ:1.77kg→1.68kg）された。
- 2023年
  - 2月、ジェルボール型洗剤「ジェルボール4D」をリニューアル[11]。シワ防止効果を「ボールド」ブランドのジェルボール型洗剤内で最高レベルに向上。また、「癒しのプレミアムブロッサムの香り」は「華やかプレミアムブロッサムの香り」に、「ラベンダー&フローラルガーデンの香り」は「心安らぐラベンダー&フローラルガーデンの香り」にそれぞれ香調名を変更。内容量は本体は「華やかプレミアムブロッサムの香り」と「爽やかフレッシュフラワーサボンの香り」は12個(218g)から「心安らぐラベンダー&フローラルガーデンの香り」と同じ11個(200g)に減容。つめかえ用は超特大が廃止され、超ジャンボは全種類で減容（プレミアムブロッサム・フレッシュフラワーサボン:31個(586g)/ラベンダー&フローラルガーデン:28個(529g)→24個(436g)）、そのほかのサイズは本体同様に3種類の内容量が統一され（ハイパージャンボ プレミアムブロッサム・フレッシュフラワーサボン:39個(708g)/ラベンダー&フローラルガーデン:36個(680g)→36個(653g)、超ウルトラジャンボ プレミアムブロッサム・フレッシュフラワーサボン:60個(1.13kg)/ラベンダー&フローラルガーデン:55個(1.03kg)→55個(998g)、メガジャンボ76個/ラベンダー&フローラルガーデン:70個(1.32kg)→70個(1.27kg)）、ECサイト限定であった85個入りの超メガジャンボがレギュラー化した（プレミアムブロッサムとフレッシュフラワーサボンのみ設定、個数は同数だが、内容量を減容(1.6kg→1.54kg)）。
  - 9月 - 非濃縮液体洗剤「ジェル」をリニューアル。内容量は据え置きとなるつめかえ用ウルトラジャンボ、増量（1.29kg→1.36kg）となったつめかえ用超ジャンボ以外は減容（本体:750g→640g、つめかえ用:475g→400g、つめかえ用超特大:945g→780g、つめかえ用メガジャンボ:2.42kg→2.2kg）された。
  - 10月 - 「ジェルボール4D」に「シトラス&ヴァーベナの香り」を追加発売。非濃縮液体洗剤の「ジェル」にも数量限定品として「シトラス&ヴァーベナの香り」が発売された[12]・

## ラインナップ

### 現行製品
- 液体洗剤
  - ボールド ジェル アロマティックフローラル&サボンの香り
  - ボールド ジェル フレッシュフラワーサボンの香り
- ジェルボール型洗剤
  - ボールド ジェルボール4D 癒しのプレミアムブロッサムの香り
  - ボールド ジェルボール4D 爽やかフレッシュフラワーサボンの香り
  - ボールド ジェルボール4D ラベンダー&フローラルガーデンの香り
  - ボールド ジェルボール4D シトラス&ヴァーベナの香り

### 数量限定品
- 粉末洗剤
  - レノアハピネス おひさまの香り - 2009年5月発売。
  - ダウニー エイプリルフレッシュの香り - 2009年10月発売。
  - フローラルシャワーの香り - 2010年2月発売。
  - 調香師セレクトの香り - 2010年11月発売。
  - はじけて香る粉末 香りパック フルーティサンシャインの香り - 2011年5月発売。
  - ウィンターフルーティーカーニバルの香り - 2012年11月発売。
- 液体洗剤
  - フレッシュジェル デザインボトル - 2008年2月発売。ボトルデザインを白基調に変更。
  - そよかぜにハーブの香り - 2009年4月発売。
  - ダウニー エイプリルフレッシュの香り - 2009年11月発売。つめかえ用は2010年1月発売。
  - フローラルシャワーの香り - 2010年3月発売。
  - 調香師セレクトの香り - 2010年11月発売。
  - ダウニー シンプルプレジャー ラベンダーセレニティの香り - 2011年7月発売。雑誌「Mart」とのコラボ商品。
  - ダウニー シンプルプレジャー オーキッドアリュールの香り - 2012年5月発売。
  - ウィンタースノーブロッサムの香り - 2012年11月発売。
  - ダウニー インフュージョン スパイスブロッサムの香り - 2013年3月発売。
  - プリンセスピンクローズの香り - 2014年3月発売。
  - 部屋干しボトル（レインボーフローラル&サボンの香り） - 2015年5月発売。本品は通常品よりも内容量が少ない（本体760g、つめかえ用630g）。
  - プリンセスパールフローラルの香り - 2017年12月発売。
  - ナチュラルフレグランスシリーズ エレガントフローラル&マンダリンの香り - 2018年4月発売。本品は通常品よりも内容量が少ない（本体600g、つめかえ用700g）。
  - リフレッシュグリーン&サボンの香り - 2018年10月発売。「カインズ」限定商品。本品は通常品よりも内容量が少ない（本体600g、つめかえ用700g）。
  - グリーンボタニアの香り - 2019年1月発売。本品は通常品よりも内容量が少ない（本体750g、つめかえ用630g・超特大1.12kg・超ジャンボ1.39kg）。
  - グリーンガーデン&ミュゲの香り
  - ラベンダー&フローラルガーデンの香り - 2022年9月発売。
  - シトラス&ヴァーベナの香り - 2023年10月発売。
- ジェルボール型洗剤
  - ボールドジェルボール3D 癒しのパールボタニアの香り - 2019年1月発売。本品は通常品よりも内容量が少ない（本体16個入り(308g)、つめかえ用16個入り・超特大30個入り）。
  - ボールドジェルボール3D 爽やかナチュラルフラワーの香り - 2019年7月発売。本品は通常品よりも内容量が少ない（本体16個入り(308g)、つめかえ用超特大30個入り）。
  - ボールドジェルボール3D 澄みわたるピュアクリーンの香り - 2019年7月発売。本品は通常品よりも内容量が少ない（本体16個入り(308g)、つめかえ用超特大30個入り）。
- おしゃれ着洗剤
  - ソープの香り - 2012年9月発売。
- コンパクト
  - ウィンターフレッシュの香り - 2012年11月発売。
- 香り付けビーズ
  - ボールド香り付けビーズ フレッシュピュアクリーンの香り
  - ボールド香り付けビーズ アロマティックフローラル&サボンの香り
  - ボールド香り付けビーズ グリーンガーデン&ミュゲの香り

### 製造終了品
- 粉末洗剤
  - ボールド - 2002年8月発売。はじけて香る粉末に継承。
  - ボールド はじけて香る粉末 - 2011年3月発売。香りのサプリイン粉末に継承。
  - ボールド 香りのサプリイン粉末 - 2013年9月発売。プラチナクリーン（ピュアクリーンサボンの香り）に改名。
  - ボールド プラチナクリーン ピュアクリーンサボンの香り - 2016年10月発売。ピュアクリーンボタニアの香りに継承。
  - ボールド ピュアクリーンボタニアの香り
- 液体洗剤
  - ボールド フレッシュジェル - 2005年発売。香り長続きジェルに継承。
  - ボールド 香り長続きジェル - 2008年10月発売。はじけて香るジェルに継承。
  - ボールド はじけて香るジェル - 2011年3月発売。香りのサプリインジェルに継承。
  - ボールド 香りのサプリインジェル - 2013年9月発売。プラチナクリーン ジェルに継承。
  - ボールド プラチナクリーン ジェル - 2016年10月発売。ジェルに継承。
  - ボールド 香りのおしゃれ着洗剤 やわらかフローラルの香り - 2011年9月発売。2013年9月に「わくわくベリー&フラワーの香り」に変更。
  - ボールド コンパクト ダウニー エイプリルフレッシュの香り - 2012年3月発売。濃蜜コンパクト発売により廃止。
  - ボールド 濃蜜コンパクト ホワイトブロッサム&ジャスミンの香り - 2015年のパッケージリニューアルに伴い、「ルビーフローラルの香り」に変更。
  - ボールド 濃蜜コンパクト ルビーフローラルの香り - 超濃縮型液体洗剤
- ジェルボール型洗剤
  - ボールド ぷにぷにっとジェルボール - 2014年4月発売。「ジェルボールWプラチナ」へ継承。
  - ボールド ジェルボールWプラチナ - 2016年10月発売。「ジェルボール3D」へ継承。
  - ボールド ジェルボール3D - 2017年9月発売。「ジェルボール4D」へ継承。
- おしゃれ着用洗剤
  - ボールド 香りのおしゃれ着洗剤 わくわくベリー&フラワーの香り（ウールマーク認定商品）

## ギフト製品
ギフト製品も発売されており、P&Gジャパンのライフスタイルサイト「マイレピ」内の「P&Gのギフトセット」にて製品情報が掲載されている。2022年10月にリニューアルされた。
ボールド 香りのギフトセット
非濃縮液体洗剤「ボールド ジェル アロマティックフローラル&サボンの香り」と食器用洗剤「除菌ジョイ オレンジの香り」のコンビセット。液体洗剤の本体は各セット1本ずつで、液体洗剤のつめかえ用と食器用洗剤の個数が異なる3種（PGCB-30C:3袋+2本、PGCB-40C:4袋+3本、PGCB-50C:6袋+2本）が設定される。
ボールド ジェルボールギフトセット
ジェルボール型洗剤「ボールド ジェルボール4D 癒しのプレミアムブロッサムの香り」と食器用洗剤「除菌ジョイ オレンジの香り」のコンビセット。ジェルボール型洗剤と食器用洗剤の個数が異なる3種（PGJB-30Cはジェルボール型洗剤4個・食器用洗剤1本、PGJB-40Cはジェルボール型洗剤5個・食器用洗剤2本、PGJB-50Cはジェルボール型洗剤6個・食器用洗剤3本）が設定される。

## キャッチコピー
- 「輝く白さ 驚きの柔らかさ」（2002年 - ?、ブランド総合キャッチコピー）
- 「ときめき・お洗濯」（2009年 - ?、ブランド総合キャッチコピー）
- 「洗ってカイカン!」（2011年 - 2013年、ブランド総合キャッチコピー）
- 「Laundry! Fundry!」（2013年 - 、ブランド総合キャッチコピー）
- 「いちど使えば、戻れない。」（2014年、ぷにぷにっとジェルボール[注釈 7]）
- 「洗剤は、鮮度の時代へ。」（2017年、ボールド ジェルボール3D[注釈 8]）

## 歴代テレビCM出演者
- 玉山鉄二（2002年8月 - 2008年8月）
- 石黒英雄（2008年9月 - 2009年6月）
- 平岡祐太（2009年7月 - 2011年2月）
- シドニー・ハミルトン（初代・山田キャメロン、2011年4月 - 2012年2月）
- 本名不詳（2代目・山田キャメロン、2012年3月 - 2013年8月）
- ミランダ・カー（3代目・山田キャメロン、2013年9月 - 2015年1月）
- ケイリン・ルッソ（4代目・山田キャメロン、2015年1月 - 2016年6月）
- カロリーナ・ピサレク[13]（5代目・山田キャメロン、2016年7月 - 2020年2月）
- バナナマン（2019年7月・2020年4月・9月、ジェルボール3D） - アリエール ジェルボールの宣伝も兼ねる。
- 滝沢カレン（2020年2月 - 2021年12月）
- 菊池風磨（2022年2月 - 現在）[注釈 9]

玉山の歴代共演者
- 武蔵
- 宇梶剛士
- 錦野旦
- 吉田秀彦
- 山下真司
- アニマル浜口
- 朝青龍
- 藤岡弘、
- 嶋大輔
- 安田大サーカス
- 浅草キッド
- アントキの猪木
- 末續慎吾
- 具志堅用高

石黒の歴代共演者
- 内藤大助
- 寺脇康文

平岡の歴代共演者
- 大塚寧々（2009年7月 - 2010年2月）
- 小林星蘭（2009年7月 - 2010年2月） - 大塚寧々と共演。
- 相田翔子（2010年3月 - 2011年2月）

山田の歴代共演者
- 石川紗彩（初代 - ・2011年4月 - ）
- 生田斗真（3代目・2014年4月） - アリエール パワージェルボールの宣伝も兼ねる。
- 石倉三郎（4代目・2015年1月 - ）
- 小倉優子（5代目・2018年2月 - 2020年2月）

小倉の歴代共演者
- 生田斗真、桃井かおり、岡江久美子、佐々木健介、滝沢眞規子、国枝慎吾（2018年8月、ジェルボール3D） - 生田はアリエール ジェルボール3Dの宣伝も兼ねる。

菊池の歴代共演者
- 生田斗真、飯尾和樹、太田博久（ジャングルポケット）・近藤千尋夫妻、冨永愛、ホラン千秋（2023年、ジェルボール4D） - 「ジェルボール大感謝祭」と称して生田と共にアリエール ジェルボール4Dの宣伝も兼ねる。
- 松平健（2025年4月 - 、ジェルボール）